# Organisation mondiale des douanes

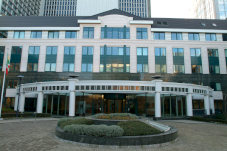
Siège à Bruxelles de l'Organisation mondiale des douanes.

 (juin 2009).
Si vous disposez d'ouvrages ou d'articles de référence ou si vous connaissez des sites web de qualité traitant du thème abordé ici, merci de compléter l'article en donnant les références utiles à sa vérifiabilité et en les liant à la section « Notes et références ».
L'Organisation mondiale des douanes (OMD) est une organisation intergouvernementale, qui a son siège à Bruxelles en Belgique. Ses membres étant répartis dans le monde entier, l'OMD est considérée comme le porte-parole de la communauté douanière internationale. L'OMD est réputée pour élaborer des conventions internationales, instruments et outils, notamment sur les sujets suivants : classement des marchandises, évaluation en douane, règles d'origine, perception des recettes douanières, sécurité de la chaîne logistique, facilitation des échanges internationaux, lutte contre la fraude, lutte contre la contrefaçon en veillant au respect des droits de propriété intellectuelle (DPI), promotion de l'éthique et renforcement durable des capacités pour l'application de réformes et de modernisations douanières. L'OMD gère en outre la nomenclature internationale des marchandises appelée Système harmonisé (SH) et les aspects techniques des accords de l'Organisation mondiale du commerce (OMC) sur l'évaluation en douane et les règles d'origine.

## Historique
En 1947, treize pays européens créent un Groupe d'étude pour l'Union douanière européenne, chargé d'examiner les questions douanières soulevées dans l'Accord général sur les tarifs douaniers et le commerce (GATT). Ces travaux aboutissent à l'adoption en 1950 de la Convention portant création d'un Conseil de coopération douanière (CCD), signée à  Bruxelles. Le 26 janvier 1953, le CCD tient sa session inaugurale en présence de ses 17 membres fondateurs. Puis le nombre de membres s'accroît, couvrant désormais toutes les régions du monde. En 1994, le CCD adopte sa dénomination actuelle d'Organisation mondiale des douanes. Aujourd'hui, l'ensemble des membres de l'OMD assurent à eux seuls les contrôles douaniers sur plus de 98 % du commerce international.

## Principes et objectifs
L'OMD bénéficie d'une reconnaissance internationale en tant que centre mondial des compétences douanières. Elle joue un rôle clé dans les débats d'aujourd'hui, pour le développement, la promotion et la mise en œuvre des procédures et des systèmes douaniers modernes. Elle est à l'écoute des besoins de ses membres et de son environnement stratégique. Ses instruments ainsi que les meilleures pratiques qu'elle a adoptées sont considérés comme fondamentaux pour une bonne gestion des administrations douanières dans le monde entier.
L'OMD a pour mission principale d'améliorer l'efficacité des administrations membres et donc de les aider à réaliser leurs objectifs nationaux dans les meilleures conditions, à savoir : la perception des droits, la sécurité nationale, la facilitation des échanges, la protection de la société et le recueil de statistiques commerciales.

## Instruments
Pour réaliser ces objectifs, l'OMD a adopté un certain nombre d'instruments, entre autres :
1. La Convention internationale sur le Système harmonisé de désignation et de codification des marchandises (Convention du SH) a été adoptée en 1983 et elle est entrée en vigueur en 1988. Le Système harmonisé (SH) est une nomenclature polyvalente de marchandises, utilisée comme base pour déterminer les tarifs douaniers et pour établir des statistiques commerciales internationales. Le SH comprend 5 000 groupes de marchandises identifiées chacune par un code à six chiffres et classées suivant une structure légale et logique. Ce système repose sur des règles bien déterminées, qui permettent d'obtenir un classement uniforme. Le SH est également utilisé à beaucoup d'autres fins : élaboration des politiques commerciales, règles d'origine, suivi des marchandises contrôlées, taxes internes, tarifs de transport, contrôles des contingentements, suivi des prix, recueil de données comptables nationales, recherche et analyse économique.
2. La Convention internationale sur la simplification et l'harmonisation des régimes douaniers (Convention de Kyoto révisée) a été adoptée en 1974, puis révisée en 1999. La Convention de Kyoto révisée est entrée en vigueur en 2006 et repose sur plusieurs principes clés : transparence et prévisibilité des contrôles douaniers ; normalisation et simplification des déclarations de marchandises et des pièces justificatives correspondantes ; procédures simplifiées pour les personnes autorisées ; utilisation maximale des technologies de l'information ; contrôles douaniers minimums nécessaires pour assurer la conformité aux règlements ; application de contrôles basés sur la gestion des risques et les audits ; coordination des interventions avec d'autres services de contrôle aux frontières ; partenariat avec les entreprises. La Convention de Kyoto révisée encourage la facilitation des échanges et la mise en place de contrôles efficaces, au travers de ses dispositions juridiques qui expliquent en détail comment appliquer des procédures simples mais efficaces. La Convention révisée comprend également de nouvelles règles de mise en œuvre obligatoires. La Convention de Kyoto révisée de l'OMD est souvent confondue avec le protocole de Kyoto, qui fait partie de la Convention-cadre des Nations unies sur les changements climatiques (CCNUCC ou CCCC).
3. Convention ATA et Convention relative à l'admission temporaire (Convention d'Istanbul). Ces deux conventions sont des instruments de l'OMD qui régissent l'admission temporaire de marchandises. Le système ATA, qui fait partie intégrante des deux conventions, permet la libre circulation des marchandises à travers les frontières et leur admission temporaire dans le territoire douanier, en franchise de droits et de taxes. Les marchandises sont déclarées sur un document unique appelé carnet ATA, sécurisé par un système de garantie international.
4. La Déclaration d'Arusha concernant l'éthique douanière a été adoptée en 1993 et révisée en 2003. Il s'agit d'un document non obligatoire énonçant un certain nombre de principes de base destinés à promouvoir l'éthique et à lutter contre la corruption au sein des administrations douanières.
5. Le cadre de normes SAFE visant à sécuriser et à faciliter le commerce mondial a été adopté juin 2005. Le Cadre SAFE est un instrument non obligatoire qui contient des normes sur la sécurité de la chaîne logistique et sur la facilitation des échanges, applicables au commerce international de marchandises. Le Cadre SAFE permet une gestion intégrée de la chaîne logistique pour tous les modes de transport, renforce les liens entre les administrations douanières afin d'améliorer leur capacité à déceler les envois à haut risque, favorise la coopération entre les douanes et les entreprises grâce au concept d'Opérateur économique agréé (OEA) et encourage la circulation ininterrompue des marchandises le long de chaînes logistiques internationales sécurisées.

## Outils en ligne
L'Organisation mondiale des douanes (OMD) a publié une nouvelle plateforme en ligne : WCO Trade Tools, qui couvre le Système harmonisé, les règles d'origine préférentielles et l'évaluation en douane. Elle comprend les éditions 2002, 2007, 2012, 2017 et 2022 du SH, environ 400 accords de libre-échange avec leurs règles d'origine préférentielles et leurs règles spécifiques aux produits, ainsi que la liste des textes sur l'évaluation, y compris ceux du Comité technique de l'évaluation en douane.

## Administration
Le secrétariat de l'OMD est dirigé par le secrétaire général, élu pour cinq ans par les membres de l'OMD. L'OMD est dirigée par le Conseil, qui réunit tous les membres de l'Organisation une fois par an, dans une session présidée par un président élu. Les orientations stratégiques et liées à la gestion de l'OMD sont également définies par la commission de politique générale et le comité financier. Les instruments et les meilleures pratiques sur le plan des compétences douanières sont également élaborées dans le cadre de plusieurs autres comités comme le Comité du système harmonisé, le Comité technique permanent, le Comité technique sur l'évaluation en douane, le Comité technique sur les règles d'origine, le Comité du renforcement des capacités et le groupe de travail SAFE.